# Ester Mombelli
Ester Mombelli (Bolonya, 1794 - després de 1825) fou una mezzosoprano italiana, que també va cantar papers de soprano i contralt.
Ella era filla del tenor Domenico Mombelli, que també va ser el seu professor de cant, i de la cantant i ballarina Vincenza Viganò. Va començar la seva carrera a la seva ciutat natal amb la seva germana Anna, també cantant, en l'estrena de Demetrio e Polibio de Rossini. Va ser molt aclamada tant en el gènere buf (excel·lent a La Cenerentola de Rossini) com en el seriós.

## Rols creats
- Lisinga a Demetrio e Polibio de Gioachino Rossini (Roma, Teatro Valle, 18 de maig de 1812)
- Zoraida a Zoraida di Granata de Gaetano Donizetti (Roma, Teatro Argentina, 28 de gener de 1822)
- Gilda a L'ajo nell'imbarazzo de Gaetano Donizetti (Roma, Teatro Valle, 4 de febrer de 1824)
- M.me Cortese a Il viaggio a Reims de Gioachino Rossini (París, Théâtre Italien, 19 de juny de 1825)
- Marianna a Erode de Saverio Mercadante (Venècia, Teatro la Fenice, 27 de desembre de 1825)
- Neala a Il paria de Michele Carafa (Venècia, Teatro la Fenice, 4 de febrer de 1826)
- Caritea a Caritea, regina di Spagna de Saverio Mercadante (Venècia, Teatro la Fenice, 21 de febrer de 1826)